# Aïn Fares (Mascara)
Aïn Fares è un comune dell'Algeria, situato nella provincia di Mascara.